# Liste mongolischer Schriftsteller
Dies ist eine Liste mongolischer Schriftsteller.
- Chuultsch Sandag (1. Hälfte des 19. Jh.)
- Dulduityn Rawdschaa (1803–1856)
- Injannasi (1837–1892)
- Bawuugiin Gelegbalsan (1846–1923)
- Rawdschaagiin Chischigbat (1849–1916)
- Namdschildordschiin Dandsanwandschil (1854–1907)
- Sonombaldshiryn Bujannemech (1902–1937)
- Tsendiin Damdinsüren (1903–1986)
- Daschdordschiin Natsagdordsch (1906–1937)
- Bjambyn Rintschen (1905–1977)
- Donrowyn Namdag (1911–1984)
- Dondogijn Zewegmid (1915–1991)
- Tschoidschamdsyn Oidow (1917–1963)
- Tschadraabalyn Lodoidamba (1917–1969)
- Böchijn Baast (1921–2019)
- Sonomyn Udwal (1921–1991)
- Begdsiin Jawuuchulan (1929–1982)
- Sengiin Erdene (1929–2000)
- Luwsandaschijn Sodow (1929–1987)
- Mischigiin Tsedendordsch (1932–1982)
- Dembeegiin Mjagmar (1933–1997)
- Dendewiin Pürewdordsch (1933–2009)
- Njambuugiin Njamdordsch (1934–1996)
- Sormuunirschijn Daschdoorow (1935–1999)
- Lodongiin Tüdew (1935–2020)
- Rjentschinii Tschoinom (1936–1978)
- Dordschiin Garmaa (1937–2016)
- Scharawyn Sürendschaw (* 1938)
- Damdinsürengiin Urianchai (* 1940)
- Darmaagiin Batbajar (* 1941)
- Sandschiin Pürew (* 1941)
- Bawuugiin Lchagwasüren (* 1944)
- Galsan Tschinag (* 1943)
- Dandsangiin Njamsüren (1945–2002)
- Baldschiryn Dogmid (* 1945)
- Dalchaagiin Norow (* 1951)
- Dambyn Törbat (* 1955)
- Otschirbatyn Daschbalbar (1957–1999)
- Sandschaadschawyn Dschargalsaichan (1957–2007)
- Pürewdschawyn Bajarsaichan (1959–2007)
- Dordschdsowdyn Enchbold (* 1959)
- Baataryn Galsansüch (* 1972)
- Gerelchimeg Blackcrane (* 1975)